# Ratel (mechanisme)

Werkingsmechanisme van een enkelvoudige ratel

Een ratel is een mechanisme om de draairichting van een as vast te houden. Het wordt in allerlei voorwerpen en machines toegepast en is veelal bedienbaar. Dat wil zeggen dat de draairichting kan worden ingesteld op:
- vrijloop
- vast
- rechtsom
- linksom

afhankelijk van het gebruik.
Bekende voorbeelden van dingen waarin een ratel wordt toegepast zijn:
- een ratel voor dopsleutels
- een pompschroevendraaier
- een tapkrukje
- een spanband

Een ratelmechanisme kan ook worden toegepast als muziekinstrument. Zo'n ratel werd vroeger ook gebruikt door iemand die vóór de vuilniswagen uit liep om de komst aan te kondigen.[bron?]